# فرودگاه دیر پارک
فرودگاه دیر پارک (به انگلیسی: Deer Park Airport) یک فرودگاه همگانی بهره‌برداری هوایی است که یک باند فرود آسفالت دارد و طول باند آن ۱۸۵۹ متر است. این فرودگاه در شهر دیر پارک، واشینگتن کشور ایالات متحده آمریکا قرار دارد و در ارتفاع ۶۷۴ متری از سطح دریا واقع شده‌است.